# Димитриади, Одиссей Ахиллесович
Одиссе́й Ахилле́сович Димитриа́ди (груз. ოდისეი დიმიტრიადი; 1908—2005) — советский, грузинский дирижёр, композитор, педагог. Народный артист СССР (1958).

## Биография
Одиссей Димитриади, по национальности понтийский грек, родился 24 июня (7 июля) 1908 года в Батуми (ныне в Грузии) в семье коммерсанта Ахиллеса Димитриади, который в 1896 году переехал в Батуми из Сурне (близ Трапезунда (ныне Трабзон, Турция), столицы исторического Понта) и домохозяйки Калиоппи Димитриади (в девичестве — Эфремиди). В семье Ахиллеса и Калиоппи Димитриади было восемь детей: четверо сыновей и четыре дочери. Одиссей был самый младший ребёнок в семье.
С 1918 года начал систематические занятия музыкой, брал частные уроки у известного скрипача Тизенгаузена, а затем — у Легкера, педагога и скрипача.
В 1926—1930 годах учился в Тифлисской консерватории на теоретико-композиторском отделении у С. В. Бархударяна и М. М. Багриновского. В 1936 году окончил Ленинградскую консерваторию (1933—1936) (класс дирижирования А. В. Гаука, затем — И. А. Мусина).
В 1930—1933 годах — заведующий учебной частью, в 1936—1937 — директор Сухумского музыкального техникума. В эти же годы (1930—1937) работал дирижёром в Абхазского симфонического оркестра.
Работая в Сухуми, писал музыку для спектаклей греческого драматического театра, оркестровые и фортепианные пьесы.
С 1937 года — дирижёр Грузинского театре оперы и балета (Тбилиси), с 1952 по 1965 — главный дирижёр театра. В 1947—1952 годах — также главный дирижёр и художественный руководитель Государственного симфонического оркестра Грузинской ССР.
В 1937—1941 и с 1957 года работу дирижёра совмещал с преподавательской деятельностью в Тбилисской консерватории (профессор). Вёл дирижёрский и оркестровый классы.
В 1965—1973 годах — дирижёр Большого театра (Москва).
Одновременно преподавал в Московской консерватории, с 1968 года — профессор консерватории по классу оперно-симфонического дирижирования.
В 1973 году возвратился в Грузию. С 1973 по 1991 год — главный дирижёр Грузии.
С 1958 года в качестве симфонического и оперного дирижёра гастролировал во многих странах мира. Дирижировал многими филармоническими и оперными симфоническими оркестрами. В их числе: Государственный симфонический оркестр СССР, Симфонический оркестр Большого театра, оркестр Венской государственной оперы, оркестры Афин, Салоник, Берлина, Праги, Будапешта, Бухареста, Софии, Буэнос-Айреса и многие другие. Под его управлением в Софии звучала «Аида» Дж. Верди (1960), в Мехико — «Борис Годунов» М. П. Мусоргского (1960), в Афинах — «Евгений Онегин» и «Пиковая дама» П. И. Чайковского (1965).
В сфере классической музыки лучшие достижения дирижёра связаны с творчеством Л. Бетховена (Пятая и Седьмая симфонии), Г. Берлиоза («Фантастическая симфония»), А. Дворжака (Пятая симфония «Из Нового Света»), И. Брамса (Первая симфония), Р. Вагнера (оркестровые фрагменты из опер), П. И. Чайковского (Первая, Четвёртая, Пятая и Шестая симфонии, «Манфред»), Н. А. Римского-Корсакова («Шехеразада»).
В 1980 году был главным дирижёром церемоний открытия и закрытия XXII летних Олимпийских игр в Москве.
С 1989 года — почётный председатель Всесоюзного общества греков. Был заместителем председателя общества дружбы СССР—Греция.
В последнее десятилетие своей жизни (с 1994 года) некоторое время жил в Греции, а затем вернулся в Тбилиси, где живут его дети.
Скончался 28 апреля 2005 года в Тбилиси. Похоронен в сквере у Тбилисского государственного театра оперы и балета имени З. Палиашвили, рядом с корифеями грузинской оперной музыки З. Палиашвили, З. Анджапаридзе и В. Сараджишвили.

### Семья
- С 1932 был женат на Анастасии Георгиевне Димитриади (1913—2008), русская, родилась в Смоленске в семье рабочих
- Дети: дочь Нани Димитриади (профессор Тбилисской консерватории), сын Орест Димитриади (учёный-химик), Парис Димитриади.

## Награды и звания
- Народный артист Грузинской ССР (1954)
- Народный артист СССР (1958)
- Государственная премия Грузинской ССР (1989)[9]
- Орден Чести (1996)[10]
- Орден Чести (1993)[10]
- Орден Трудового Красного Знамени (1950)[11]
- Орден «Знак Почёта»
- Медаль «За трудовую доблесть» (14 ноября 1980) — за большую работу по подготовке и проведению Игр XXII Олимпиады[12]
- Медали
- Золотая медаль города Афины (1989, Муниципальный совет города, вручена мэром Афин Мильтиадисом Эвертом)
- Почётный гражданин Тбилиси (1986)
- Почётный гражданин Афин (1988)
- Почётный гражданин Батуми (1988)

## Дирижёр-постановщик

### Оперы
- 1937 — «Пиковая дама» П. И. Чайковского
- 1938 — «Царская невеста» Н. А. Римского-Корсакова
- 1940 — «Разбойник Како» А. К. Андриашвили
- 1953 — «Абесалом и Этери» З. П. Палиашвили
- 1954 — «Богдан Хмельницкий» К.ф. Данькевича
- 1956 — «Беруча» («Баши-Ачуки») А. П. Кереселидзе
- 1957 — «Орлеанская дева» П. И. Чайковского
- 1958 — «Невеста Севера» Д. А. Торадзе
- 1959 — «Крутнява» Э. Сухони
- 1961 — «Десница великого мастера» Ш. М. Мшвелидзе
- 1961 — «Миндия» О. В. Тактакишвили
- 1964 — «Семён Котко» С. С. Прокофьева
- 1966 — «Мазепа» П. И. Чайковского
- «Богема» Дж. Пуччини
- «Чио-Чио-Сан» Дж. Пуччини
- «Тоска» Дж. Пуччини

### Балеты
- 1938 — «Малтаква» О. В. Тактакишвили
- 1940 — «Сердце гор» А. М Баланчивадзе
- 1958 — «Отелло» А. Д. Мачавариани

## Память
- В Батуми одна из улиц носит имя дирижёра
- В Тбилиси именем О. Димитриади назван Греческий культурный центр (президент Мадонна Саввиди), первым руководителем центра являлась дочь О. А. Димитриади — Нана Димитриади (почетный президент центра)
- В 2000 году Христофором Триандафиловым снят документальный фильм «Маэстро Одиссей Димитриади».